# Hierarquia militar das Forças de Terra Russas
As Forças Terrestres da Rússia (do russo: Сухопутные войска Российской Федерации) são as tropas de terra das Forças Armadas da Rússia, formadas a partir de partes do Exército Vermelho, que colapsou em 1992. A formação desta Força passou por desafios econômicos após a dissolução da União Soviética, e exigiu reformas para profissionalizar a tropa.

Emblema das Forças Armadas da Federação Russa

Emblema das Forças Terrestres da Federação Russa

## Postos e insígnias
A seguir uma tabela com as insígnias, postos e graduações das Forças Terrestres Russas. A tradução em português é apresentada primeiro, seguida pela versão russa, em seguida, a transliteração.
Oficiais
| Categoria         | Posto                                                                                     | Insígnia do uniforme de desfile | Insígnia do uniforme diário | Insígnia do uniforme de campo | Equivalente da OTAN |
| ----------------- | ----------------------------------------------------------------------------------------- | ------------------------------- | --------------------------- | ----------------------------- | ------------------- |
| Oficiais generais | Marechal da Federação Russa (Ма́ршал Росси́йской Федера́ции) (Márshal Rossíyskoy Federátsii) |                                 |                             |                               | OF-10               |
| Oficiais generais | General de Exército (Генера́л а́рмии) (Generál ármii)                                       |                                 |                             |                               | OF-9                |
| Oficiais generais | Coronel-General (Генера́л-полко́вник) (Generál-polkóvnik)                                   |                                 |                             |                               | OF-9                |
| Oficiais generais | Tenente-General (Генера́л-лейтена́нт) (Generál-leytenánt)                                   |                                 |                             |                               | OF-8                |
| Oficiais generais | Major-General (Генера́л-майо́р) (Generál-mayór)                                             |                                 |                             |                               | OF-7                |
| Oficiais seniores | Coronel (Полко́вник) (Polkóvnik)                                                           |                                 |                             |                               | OF-5                |
| Oficiais seniores | Tenente-Coronel (Подполко́вник) (Podpolkóvnik)                                             |                                 |                             |                               | OF-4                |
| Oficiais seniores | Major (Майо́р) (Mayór)                                                                     |                                 |                             |                               | OF-3                |
| Oficiais juniores | Capitão (Капита́н) (Kapitán)                                                               |                                 |                             |                               | OF-2                |
| Oficiais juniores | Tenente-Sênior (Ста́рший лейтена́нт) (Stárshiy Leytenánt)                                   |                                 |                             |                               | OF-1                |
| Oficiais juniores | Tenente (Лейтена́нт) (Leytenánt)                                                           |                                 |                             |                               | OF-1                |
| Oficiais juniores | Tenente-Júnior (Мла́дший лейтена́нт) (Mládshiy Leytenánt)                                   |                                 |                             |                               | OF-D                |

 Graduados 
| Categoria   | Posto                                                         | Insígnia do uniforme de desfile | Insígnia do uniforme diário | Insígnia do uniforme de campo | Equivalente da OTAN |
| ----------- | ------------------------------------------------------------- | ------------------------------- | --------------------------- | ----------------------------- | ------------------- |
| Subtenentes | Subtenente-Sênior (Ста́рший пра́порщик) (Starshiy praporshchik) |                                 |                             |                               | OR-9                |
| Subtenentes | Subtenente (Пра́порщик) (Praporshchik)                         |                                 |                             |                               | OR-8                |
| Sargentos   | Sargento-Major (Старшина́) (Starshiná)                         |                                 |                             |                               | OR-7                |
| Sargentos   | Sargento-Sênior (Ста́рший сержа́нт) (Stárshiy serzhánt)         |                                 |                             |                               | OR-6                |
| Sargentos   | Sargento (Сержа́нт) (Serzhánt)                                 |                                 |                             |                               | OR-5                |
| Sargentos   | Sargento-Júnior (Мла́дший сержа́нт) (Mládshiy Serzhánt)         |                                 |                             |                               | OR-4                |
| Soldados    | Soldado de 1ª Classe (Ефре́йтор) (Yefréytor)                   |                                 |                             |                               | OR-3                |
| Soldados    | Soldado (Рядово́й) (Ryadovóy)                                  |                                 |                             |                               | OR-2                |

• O posto de Marechal da Federação Russa, o mais alto do exército russo, não é atualmente ocupado na Federação Russa. O único oficial que chegou ao posto é o ex-ministro da Defesa, Igor Sergeyev, que foi elevado para comandante (general do exército) das Forças de Mísseis Estratégicos. Como se apresenta agora, Marechal da Federação Russa deve ser considerado um título equivalente a um Marechal de Campo, Marechal ou General de Cinco Estrelas em outros países, criada em caso de uma grande guerra ou como resultado de realização militar extrema.
• O posto de Sargento-Júnior é equivalente ao de Cabo.
• Os postos dos militares nos ramos do direito, medicina e veterinária são seguidos por "justiça", "do serviço médico", e "do serviço veterinário", respectivamente.
• Os postos de militares na reserva ou reformados são seguidos por "da reserva" ou "na aposentadoria", respectivamente.
• O descritor de classificação "da aviação" foi oficialmente abolido, mas ainda é comumente usado.